# Francisco Carlos Martins Vidal
Francisco Carlos Martins Vidal, född den 4 september 1962 i Rio Brilhante, Brasilien, är en brasiliansk fotbollsspelare som tog OS-silver i fotbollsturneringen vid de olympiska sommarspelen 1984 i Los Angeles.